# Comitas anteridion
Comitas anteridion é uma espécie de gastrópode do gênero Comitas, pertencente a família Pseudomelatomidae.